# Joodse begraafplaats (Goes)
De Joodse begraafplaats van Goes in de Nederlandse provincie Zeeland is gelegen in het Geldeloozepad, als onderdeel van de algemene begraafplaats. De begraafplaats werd omstreeks 1835 in gebruik genomen.
De Joodse gemeenschap van Goes was zelfstandig, maar klein en werd reeds in het begin van de twintigste eeuw bij Middelburg gevoegd. Alle resterende Joodse inwoners van Goes werden tijdens de Holocaust in de Tweede Wereldoorlog vermoord. Op de begraafplaats vinden we 15 grafstenen, alsmede een metaheerhuisje. De plaatselijke overheid draagt zorg voor het onderhoud van de begraafplaats.
De begraafplaats is nog steeds in gebruik. Zo werden er in 2001, 2005 en 2006 nog mensen begraven. De oudste grafsteen is uit het jaar 1835. Op de website "Stenen Archief" (zie bron), zijn de grafstenen geïnventariseerd.